# Anarta etacta
Anarta etacta är en fjärilsart som beskrevs av Smith 1900. Anarta etacta ingår i släktet Anarta och familjen nattflyn. Inga underarter finns listade i Catalogue of Life.

## Bildgalleri

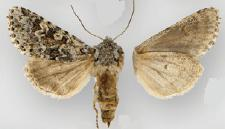